# Foso de Santiago
El Foso de Santiago es un foso de la ciudadela española de Melilla la Vieja, en Melilla. Se encuentra situado en el extremo oeste del Primer Recinto Fortificado separándolo del segundo, y forma parte del Conjunto Histórico Artístico de la Ciudad de Melilla, un Bien de Interés Cultural.

## Historia
Este foso fue excavado en la segunda mitad del siglo XVI, seguramente por Miguel de Perea y fue profundizado a lo largo del siglo XVII, hasta el nivel del mar, siendo construido en 1699 un puente recto de piedra sobre el en sustitución del de madera curvo..
En el 2006 se subió su nivel, para ampliar su anchura y se pavimentó para permitir el acceso a la Playa de la Ensenada de los Galápagos y en el 2018 se construyó una rampa, para permitir el acceso a minusválidos

## Descripción
Sus paredes son de roca, con cuevas y una poterna hacía al Plaza de los Pescadores.